# Antoine Jourde
Pour les articles homonymes, voir Jourde.
Antoine Jourde est un homme politique français né le 23 septembre 1848 à Saint-Merd-de-Lapleau (Corrèze) et mort le 30 janvier 1923 à Cauderan (Gironde). Elu en 1906, il est le premier député socialiste de la Gironde.

## Biographie
Né dans une famille de paysans corréziens, Antoine Jourde travaille à 14 ans dans une fabrique de parapluies d’Angers. Il fait la guerre de 1870.  
Marié en 1877 à une fleuriste, il tient le magasin de sa femme situé à Bordeaux. Puis il est employé de commerce en vins. 
Il se fait connaître pour avoir, avec Ernest Roche organisé la campagne victorieuse d'Auguste Blanqui en 1879. 
Lors des élections législatives de 1885, il conduit avec l'anarchiste Sébastien Faure, une liste regroupant cinq groupes socialistes de Bordeaux. Malgré un bon score personnel, la liste n'est pas élue. 
Lors des législatives de 1889, il se laisse entraîner comme beaucoup de socialistes par la fièvre « insurrectionnelle et sociale » du général Boulanger. Grâce à l'appui de comité électoraux boulangistes, il est élu dans la 3e circonscription de Bordeaux en même temps que cinq autres candidats boulangistes. Cependant, en 1890, il dissipe le trouble vis-à-vis de ses amis socialistes en prenant la tête de la première manifestation du 1er mai, réclamant la journée de huit heures de travail. Il est réélu député de la Gironde en 1893 et en 1898. En 1898, il se fait réprimander par Jaurès, duquel il s’était rapproché, pour avoir demandé aux socialistes de ne pas approuver une lettre qu’un écrivain « bourgeois », nommé Emile Zola vient de publier en faveur de Dreyfus.   
En 1902, il perd les législatives sous l’étiquette du Parti ouvrier français (POF), et refusera de rejoindre la jeune Section française de l'Internationale ouvrière (SFIO). Il est secrétaire de la Chambre de 1897 à 1899.
Il est à nouveau député de la Gironde de 1906 sous la couleur réformiste de socialiste indépendant. En 1910, il est battu aux législatives par le socialiste « unifié » Calixte Camelle.
En 1941, il est cité par le gouvernement de Vichy comme faisant partie des dignitaires de la franc-maçonnerie.

### Sources
- « Antoine Jourde », dans le Dictionnaire des parlementaires français (1889-1940), sous la direction de Jean Jolly, PUF, 1960 [détail de l’édition]
- Sylvie Guillaume, Dictionnaire des parlementaires d'Aquitaine sous la Troisième République, Presses Universitaires de Bordeaux, 1998, 624 p. (lire en ligne)
- Alain Anziani, Cent ans de socialisme en Gironde, Bordeaux, Editions du Populaire girondin, 1999, 207 p. (ISBN 978-2-9514803-0-8, BNF 37090921, présentation en ligne)